# Bubu (Buch)
Bubu (englischer Originaltitel Kipper) ist das erste Buch aus der gleichnamigen Bilderbuchserie des britischen Kinderbuchautors und Illustrators Mick Inkpen aus dem Jahr 1991. Die deutsche Erstausgabe erschien 2000 beim Baumhaus-Verlag.

## Inhalt
Das kleine Hündchen Bubu beschließt, sein Körbchen aufzuräumen: Die alte Decke müffelt und muss raus, der Spielzeughase fällt bereits auseinander und wird ebenfalls entfernt. Ähnlich ergeht es einem zerbissenen Ball und einem Knochen. Doch als sich Bubu anschließend in sein Körbchen legt, ist dieses überhaupt nicht mehr bequem und er geht frustriert nach draußen. Dort beobachtet er mehrere Tiere, die sich sichtlich wohlfühlen, und versucht, es ihnen gleichzutun. Doch im Unterschied zu den Vögeln, die in einem Blumentopf ihr Nest gebaut haben, ist er dafür viel zu groß, das Seerosenblatt trägt – anders als den Frosch – nicht sein Gewicht, und als er sich so wie die Eichhörnchen ein Nest aus Zweigen bauen will, findet er gerade einmal drei kleine Ästchen. Weitere Nachahmungsversuche gehen ebenfalls schief, sodass Bubu schließlich wieder nach Hause geht und sich in seine alte, müffelnde Decke kuschelt. Alle zuvor beim Aufräumen entfernten Dinge kommen wieder zurück in sein Körbchen, das sich wieder richtig bequem anfühlt – und schon ist er eingeschlafen.

## Rezeption
In der Biographie über Mick Inkpen in Gale Literature: Contemporary Authors wird Kipper als die wohl populärste Schöpfung des Autors bezeichnet. George Delalis hebt im School Library Journal vor allem Inkpens „verblüffend einfache“ Aquarellillustrationen hervor, die „sowohl verspielt als auch humorvoll“ seien, und kommt zu dem Schluss, dass Kinder Inkpens neue Figur lieben werden. Marcus Crouch schreibt in Junior Bookshelf, dass dieses „entzückende Bilderbuch … bei Spielgruppen und Geschichtenerzählern Anklang finden sollte“, während Richard Brown von School Librarian Kipper als „eine einnehmende kleine Figur, … einen Typ, aus dem Serien gemacht werden“, bezeichnet. Kate Agnew schreibt in ihrer Rezension: „Junge Leser ahnen bald, wie die Geschichte ausgeht und warten voller Vorfreude darauf, dass Bubu seinen Korb wieder in den alten Zustand zurückversetzt – und endlich schlafen kann.“

## Besonderheiten
Bubu tauchte bereits 1989 an der Seite eines kleinen Jungen in dem Buch The Blue Baloon (deutscher Titel Der blaue Ballon, erschienen 1994) auf; zwei Jahre später erhielt das Hündchen dann seine eigene, sehr erfolgreiche Buchreihe.

## Auszeichnungen
Inkpen erhielt 1992 für Kipper einen Acorn Award.

## Referenzen
Kipper wird in dem literarischen Nachschlagewerk 1001 Kinder- und Jugendbücher – Lies uns, bevor Du erwachsen bist! für die Altersstufe 0–3 Jahre empfohlen.

## Ausgaben
- Kipper. Hogger & Stoughton, UK 1991 (englisch).
- Bubu. Baumhaus-Verlag, 2000. (deutsche Erstausgabe)

## Verfilmung
Die Kipper-Buchreihe wurde unter demselben Titel (dt. Titel Bubu, der Hund mit dem Hausschuh) nach dem Drehbuch von Mick Inkpen als Zeichentrickserie mit 78 Folgen in zwei Staffeln verfilmt.